# Certificado de usuario final
Un certificado de usuario final o certificado de destino final, conocido también por su nombre en inglés end-user certificate o simplemente por sus siglas EUC, es un documento oficial utilizado en transferencias internacionales que incluyan la venta y suministro de armas y munición, con el fin de certificar que el comprador es el receptor final de dichos materiales y que no planea realizar una posterior transferencia a terceras partes. Los certificados de destino final son exigidos por múltiples gobiernos para restringir el flujo de armamento a destinatarios no deseados: países bajo embargo, grupos rebeldes o terroristas, países violadores de los derechos humanos y países que sean vistos como una amenaza para los Estados proveedores.
Existen varios problemas con los certificados de destino final como herramienta para impedir la exportación ilegal de armas. Los certificados pueden haber sido manipulados o falsificados y también pueden haberse sido obtenidos gracias a oficiales corruptos. Surge por lo tanto la necesidad de que dichos documentos sean difíciles de falsear. Otro problema de los certificados de destino final es que éstos no siempre garantizan que el receptor último del armamento no incumpla su promesa de no volver a poner en circulación el material recibido con destino a un tercer y desconocido comprador. En última instancia, los certificados que no estén respaldados por un proceso riguroso de verificación son poco útiles para cumplir con su fin. Los traficantes de armas también suelen recurrir a variadas estratagemas para evadir controles, por ejemplo recurriendo a un falso etiquetado del armamento de contrabando o escondiendo las armas entre otros productos comerciales transportados legalmente.